# Poppo Christian Lauterbach
Poppo Christian Lauterbach († 27. September 1667) war ein leitender Beamter im Dienst des Herzogs Moritz von Sachsen-Zeitz.

## Leben und Wirken
Lauterbach war Amtmann im Amt Schleusingen. Herzog Moritz ordnete am 29. September 1661 den Wechsel Lauterbachs in das Amt Suhl an. Dafür kam der dortige Amtmann Johann Siegmundt Sultzberger aus Suhl in das Amt Schleusingen. Lauterbach starb 1667 als Amtmann von Suhl.